# Каролина Матильда Великобританская
Кароли́на Мати́льда Великобрита́нская (англ. Caroline Matilda of Great Britain, дат. Caroline Mathilde) также Кароли́на Мати́льда Уэ́льская (англ. Caroline Matilda of Wales; 11 (22) июля 1751, Лондон — 10/11 мая 1775, Целле) — младшая дочь принца Уэльского Фредерика, супруга датского короля Кристиана VII и мать короля Фредерика VI.
Каролина Матильда была младшей дочерью Фредерика, принца Уэльского, и его жены Августы Саксен-Готской; девочка родилась через несколько месяцев после смерти Фредерика. Принцесса воспитывалась в уединённой семейной атмосфере вдали от королевского двора. В возрасте пятнадцати лет она была выдана замуж за своего кузена датского короля Кристиана VII. Кристиан страдал психическим заболеванием и оставался холоден к жене на протяжении всего брака, в котором родилось двое детей — Фредерик и Луиза Августа, которая предположительно появилась на свет в результате адюльтера.
В 1769 году на службу к королю поступил врач Иоганн Фридрих Струэнзе. Поначалу Каролина Матильда относилась к нему холодно, однако он быстро завоевал сердце восемнадцатилетней королевы. Между ними завязалась романтическая связь, а сам Иоганн Фридрих стал быстро продвигаться по карьерной лестнице. Вскоре он достиг пика власти и провёл ряд реформ, которые Каролина Матильда поддержала. Действия Струэнзе, а также его связь с королевой, стали причиной появления могущественных врагов, в число которых вошла мачеха Кристиана VII Юлиана Мария и её сын Фредерик. Под руководством Юлианы Марии при дворе созрел заговор, в результате которого Струэнзе был казнён, а Каролина Матильда разведена и выслана из страны. Она умерла в Целле, ганноверском владении её брата Георга III, в возрасте двадцати трёх лет от скарлатины.

## Происхождение и ранние годы
Каролина Матильда родилась 22 июля 1751 года (11 июля по старому стилю) в Лестер-хаусе, лондонской резиденции принца Уэльского, и была младшим ребёнком из девяти детей Фредерика, принца Уэльского и Августы Саксен-Готской. По отцу Каролина Матильда была внучкой короля Великобритании Георга II и Каролины Бранденбург-Ансбахской, по матери — Фридриха II, герцога Саксен-Гота-Альтенбургского, и Магдалены Августы Ангальт-Цербской; по матери принцесса также приходилась троюродной племянницей императрице Екатерине II. Отец девочки умер за несколько месяцев до рождения Каролины Матильды. С рождения и до 1766 года принцесса именовалась Её Королевское высочество принцесса Каролина Матильда. Девочка была крещена 1 августа в Лестер-хаусе епископом Норвичским Томасом Хейтером; восприемниками при крещении стали молодой принц Уэльский Георг и принцессы Августа (сестра Каролины Матильды) и Каролина (её тётка), которую представлял по доверенности другой член семьи.
Августа Саксен-Готская воспитывала своих детей в уединённой семейной атмосфере вдали от королевского двора и его строгого этикета. В силу этих обстоятельств принцесса совершенно не интересовалась политикой и придворными интригами. Большую часть времени семья проводила в Лестер-хаусе, однако на праздники Августа с детьми выезжала в Кью. Каролина Матильда предпочитала игры на свежем воздухе и верховую езду; вместе с тем, образование девочки было поверхностным и нерегулярным. Несмотря на это, она была одарена музыкально, имела красивый голос и хорошо пела, а также говорила на трёх языках — итальянском, французском и немецком.

## Брак. Королева Дании
В 1764 году между датским и британским королевскими домами была достигнута договорённость о браке между наследником датского престола принцем Кристианом и одной из британских принцесс. Кристиан был сыном короля Фредерика V и Луизы Великобританской и, таким образом, приходился Каролине Матильде двоюродными братом: отец принцессы и мать Кристиана были родными братом и сестрой. Выбор в качестве невесты именно британской принцессы отчасти был обусловлен тем, что покойная к тому моменту мать Кристиана VII была весьма популярна в Дании. Первоначально на роль будущей королевы рассматривалась старшая сестра Каролины Матильды Луиза Анна, однако она с рождения отличалась слабым здоровьем, о чём был проинформирован датский делегат граф фон Ботмер, и потому в жёны принцу была выбрана Каролина Матильда. О предстоящем браке было объявлено 10 января 1765 года.
14 января 1766 года, когда ещё шли приготовления к свадьбе, семнадцатилетний Кристиан стал королём. 1 октября того же года в королевской часовне Сент-Джеймского дворца (по другой версии — в Карлтон-хаусе) состоялась брачная церемония, на которой жениха представлял брат принцессы герцог Йоркский и Олбани. Два дня спустя Каролина Матильда отбыла из Хариджа в Роттердам; три недели спустя после отплытия из Англии принцесса прибыла в Альтону, где рассталась с британским кортежем и была встречена датскими придворными. Двенадцать дней спустя Каролина Матильда прибыла в Роскилле, где встретилась с будущим мужем и была размещена до второй брачной церемонии. Брачная церемония в присутствии жениха и невесты состоялась 8 ноября 1766 года в королевской часовне дворца Кристиансборг в Копенгагене. Брачные торжества и балы длились ещё месяц после свадьбы. 1 мая следующего года Каролина Матильда была коронована в Копенгагене.
Молодую королеву при датском дворе описывали как особу темпераментную, яркую и очаровательную. Из-за небольшой пухлости Каролину Матильду нельзя было назвать красивой, но весьма привлекательной; внешность её позволяла ей избежать критики женщин и, вместе с тем, привлечь внимание мужчин. Однако её естественная и живая личность не была популярна при строгом датском дворе, несмотря на то, что первоначально она была тепло принята в Копенгагене; сама Каролина Матильда, расставшись с британским эскортом в Альтоне, оказалась фактически в одиночестве в окружении, явно не подходившем ей. Кроме того, слабохарактерный, эгоистичный и имевший психические проблемы Кристиан VII оставался холоден к жене и не торопился консуммировать брак. Причиной такого отношения к жене со стороны Кристиана могло быть то, что брак ему фактически был навязан придворными, считавшими, что благодаря этому психическое здоровье молодого короля улучшится; кроме того, часть придворных считала, что Кристиан предпочитает женщинам мужчин. Несмотря на слухи о гомосексуальности Кристиана, у него имелась любовница, с которой у него завязались отношения в Гольштейне летом 1766 года, а также он часто посещал куртизанок Копенгагена, среди которых самой известной была Анна Катрина Бентгаген.
При датском дворе молодая королева сблизилась со своей дамой опочивальни Луизой фон Плессен, считавшей фаворитов короля графа Холька и Эневольда Брандта аморальными личностями, желающими отдалить Кристиана от супруги. Однако близость с фон Плессен не способствовала сближению Каролины Матильды с супругом: однажды, когда он пожелал разделить постель с женой, Луиза посоветовала королеве сказаться больной, что, по её мнению, должно было разжечь страсть в короле, однако это ещё больше оттолкнуло его. В конечном итоге, Кристиан, по совету наставника, делил постель с женой только для продолжения рода, а после рождения сына Фредерика в январе 1768 года вновь вернулся к увеселениям в столичных борделях.
Каролина Матильда, хоть и не интересовалась политикой, после рождения наследника стала играть одну из ключевых ролей при дворе и вокруг неё сосредотачивались оппозиционные круги. Её нелюбовь к фаворитам мужа привела к тому, что в 1768 году Хольк добился снятия с поста дамы опочивальни и высылки из страны Луизы фон Плессен, таким образом лишив молодую королеву единственного близкого человека при датском дворе, который был способен удержать Каролину Матильду от серьёзных ошибок. 6 мая 1768 года Кристиан отправился в длительное путешествие по Европе, оставив жену с сыном в Копенгагене. В отсутствие супруга Каролина Матильда занималась воспитанием сына, а также совершала пешие прогулки по городу и налаживала связи с соседями. Пешие прогулки королевы вызвали осуждение, поскольку датские знатные женщины традиционно передвигались по городу исключительно в каретах. Лето того года Каролина Матильда провела во дворце Фредериксборг в Хиллерёде, затем осенью она вернулась в Копенгаген. В это же время поползли слухи о связи королевы с неким Ла Туром — актёром франкоязычного театра Hofteatret. Ла Тур был любовником фрейлины Каролины Матильды Элизабет фон Эйбен, однако часто получал подарки от самой королевы и, как говорили, посещал на самом деле королевские покои ради неё, а не Эйбен. Связь королевы с Ла Туром не была доказана, однако по возвращении короля он был выслан из страны. Помимо Эйбен, в отсутствие Кристиана в круг друзей Каролины Матильды вошли Кристина София фон Гелер, Анна София Бюлов и Амалия София Гольштейн; все они были известны любовными похождениями.

## Связь со Струэнзе
Кристиан вернулся из путешествия в январе 1769 года. Вместе с ним в Копенгаген прибыл немецкий врач Иоганн Фридрих Струэнзе, с которым король познакомился в Альтоне в начале путешествия. В это время психическое состояние Кристиана ухудшилось, однако Струэнзе, по всей видимости, смог справиться с этим, при этом заслужив доверие короля, уважение парламента и место королевского врача. В Копенгагене Струэнзе стал активно участвовать в политической жизни страны, однако первоначально он не планировал опираться на поддержку королевы — напротив, он считал, что лучшим союзником в этом деле может стать новая любовница короля, которую выбрать должен был сам Струэнзе. Его выбор пал на аристократку Биргитту Софию Габель; она была хорошо образована и умна, что, по мнению Иоганна Фридриха, могло улучшить состояние короля и облегчить общение придворных с ним. Однако затея провалилась из-за отказа Биргитты, а сама попытка организовать связь короля на стороне настроила Каролину Матильду против Струэнзе.
Позднее, летом 1769 года, у Каролины Матильды произошёл отёк и по настоянию супруга она обратилась за помощью к Струэнзе. Тот посоветовал королеве развлечения и упражнения как лучшее лекарство; совет королевского врача помог Каролине Матильде, и она прониклась доверием к нему. Доверие укрепилось, когда Струэнзе успешно сделал болезненному сыну Каролины Матильды прививку от оспы. Притяжение, возникшее вскоре между королевой и Иоганном Фридрихом, забавляло короля, однако изначально обусловлено оно было желанием Иоганна Фридриха сблизить Кристиана с супругой. В январе 1770 года Струэнзе получил комнаты во дворце Кристиансборг. В 1770 году король становился все более и более пассивным и замкнутым, а ежедневные государственные дела он поручал Струэнзе, которому безгранично доверял.
К весне 1770 года между королевой и королевским врачом уже была любовная связь. Позднее во время развода Каролины Матильды и Кристиана придворные, сопровождавшие королеву, сообщали, что подозревали об этой связи ещё в конце 1769 года. После этого на некоторое время королева ограничила общение с Иоганном Фридрихом, однако длилось это не долго: к лету 1770 года о близости Каролины Матильды и Струэнзе знала вся столица, а в провинции, куда двор отправился в июне, влюблённые уже не таились. В то время как королевская чета вместе с двором путешествовала по Шлезвиг-Гольштейну, Струэнзе воплощал свои амбициозные планы. Планы эти среди прочего касались и Каролины Матильды: вместе с несколькими сторонниками Иоганну Фридриху удалось избавить королеву от Холька и других её врагов, в число которых входила и правительница гардеробной Каролины Матильды, сестра Холька мадам фон дер Люэ.
Летом 1770 года мать Каролины Матильды, вдовствующая принцесса Уэльская, совершила визит на континент, где по многим причинам хотела пообщаться с дочерью. Первоначально встреча была назначена в Брауншвейге, однако была перенесена в Люнебург; Каролина Матильда и Августа увиделись в Люнебурге не ранее августа 1770 года и эта встреча стала для них последней. Струэнзе во время этой встречи находился рядом с королевой, поэтому принцесса Уэльская не нашла возможности сделать больше, чем поручить Вудфорду, британскому министру Нижней Саксонии, сделать внушение Каролине Матильде за её поведение; однако ни Вудфорд, ни герцог Глостерский и Эдинбургский, навестивший сестру в том же году в Копенгагене, не добились успеха в этом деле.
Остаток лета двор провёл во дворце Хиршхольм, где стало известно о падении главного министра Бернсторфа. Увольнение его стало результатом интриг Струэнзе и, как считали многие придворные, Каролины Матильды; когда в августе Августа Саксен-Готская спросила дочь об этих слухах, королева заявила, что сама будет решать как ей править в своей стране. Струэнзе стал быстро продвигаться по карьерной лестнице: в декабре 1770 года он стал рекетмейстером; в июле следующего года он вошёл в кабинет министров и было объявлено, что его приказы имеют такую же силу, как если бы они были подписаны королём; 22 июля — в день рождения королевы — Струэнзе объявил графами себя и своего помощника Брандта.
Получив фактически безграничную власть, Струэнзе стал проводить ряд реформ, многие из которых основывались на здоровых, разумных началах, однако проводил он их не считаясь ни с чьими интересами и желаниями. Всё это привело к крайней непопулярности Струэнзе и появлению круга недоброжелателей, возглавили который вдовствующая королева Юлиана Мария Брауншвейг-Вольфенбюттельская и её сын Фредерик. Каролина Матильда разделила непопулярность своего любовника, отчасти потому, что он публично заявлял об отношении к нему королевы, отчасти — из-за поддержки его реформ.

## Скандал при дворе
17 июня 1771 года королевский двор на лето отбыл в Хиршхольм, где Каролина Матильда провела идеальное лето с сыном и любовником. К моменту отбытия из столицы королева была беременна и 7 июля 1771 года родила дочь Луизу Августу, за которой предпочла ухаживать сама. Рождение принцессы при дворе было встречено холодно, хотя вдовствующая королева была готова стать крёстной матерью Луизы Августы, если бы того пожелала её мать. Кристиан признал новорождённую, однако скандальное поведение королевы, а также внешнее сходство девочки со Струэнзе заставили придворных думать, что он является её биологическим отцом; между собой придворные называли принцессу не иначе, как «маленькая Струэнзе». Тем не менее, когда шёл судебный процесс против королевы, Луиза Августа не была упомянута ни в одном документе; Струэнзе же ранее дал «удовлетворительные ответы» об обстоятельствах рождения принцессы.
Вскоре после рождения Луизы Августы против королевы и её любовника стали выдвигаться весьма смелые обвинения: при дворе и за его пределами поползли слухи, что Каролина Матильда и Струэнзе собираются запереть короля, а королеву провозгласить регентом; эти слухи были сами по себе абсурдны, поскольку король был скорее защитой чем препятствием для любовников. К концу 1771 года влюблённые стали беспокоиться, а Каролина Матильда подозревала, что мачеха короля, Юлиана Мария, плетёт заговор против неё и Струэнзе. В октябре Струэнзе считал, что необходимо было отменить свободу печати, которая была одной из самых ярких его реформ. Затем, доведённый подозрительностью практически до отчаяния, Иоганн Фридрих бросился к ногам королевы, умоляя её позволить ему, для их общего блага, покинуть страну, однако Каролина Матильда отказалась отпустить его. В то же время он признавался одному из своих приближённых, что только благодаря поддержке королевы он сохраняет свой пост. 30 ноября двор перебрался во дворец Фредериксберг, где по приказу Струэнзе были повышены меры безопасности. Затем, приказ о расформировании гвардии привёл к тому, что в канун Рождества военные двинулись маршем к Фредериксбергу, и двору стало ясно, каково реальное настроение народа. В это же время пошли слухи, что британский дипломат Роберт Мюррей Кейт предлагал Струэнзе крупную сумму денег, если он покинет страну, однако документальных подтверждений этому нет.
Двор вернулся в Копенгаген 8 января 1772 года. К этому моменту Иоганн Фридрих и Каролина Матильда уже были на краю гибели. В начале января бывший сторонник Струэнзе Ранцау, недовольный своей участью и тем, что Струэнзе не принимает его политических взглядов, решил свергнуть фаворита. Он предоставил вдовствующей королеве Юлиане Марии, которая в течение лета наблюдала за ходом дел из Фреденсборга, где жила в уединении с сыном, поддельные доказательства того, что любовники собираются свергнуть короля, что подтолкнуло Юлиану Марию к организации заговора. Детали дела были оговорены 15 января во дворце вдовствующей королевы, а исполнение заговора было назначено на ночь с 16 на 17 января после окончания бала-маскарада в Кристиансборге. И хотя Ранцау засомневался в последний момент, всё шло по плану: в назначенное время Струэнзе, Брандт и их пособники (как фактические, так и предполагаемые) были арестованы.
В ту же ночь королева с циничной жестокостью была захвачена Ранцау и вместе с маленькой дочерью поспешно сопровождена солдатами в замок-тюрьму Кронборг близ Хельсингёра, где была заперта в покоях под охраной. Как позднее говорили при дворе, вечером 17 января Каролина Матильда видела из окна в отдалении Копенгаген, в котором была зажжена праздничная иллюминация в честь падения королевы. В Кронборге королеву навещал только Кейт, а одиночество скрашивала маленькая дочь. Заключение королевы было необходимо для свержения Струэнзе: хотя он получил власть не благодаря связи с Каролиной Матильдой, а благодаря своему влиянию на больного короля, королева была могущественным союзником Иоганна Фридриха, потому её необходимо было убрать одновременно с ним.

## Развод и ссылка
Допрос Струэнзе начался 20 февраля, однако признание в «преступной фамильярности» по отношению к королеве он дал не ранее, чем через три дня после этого. В дальнейшем Иоганн Фридрих постарался переложить как можно больше ответственности за прелюбодеяние на Каролину Матильду. Параллельно шёл допрос главного политического сообщника Струэнзе — Эвенольда Брандта, который сообщил, что Иоганн Фридрих признался ему в своих преступлениях. После признания Струэнзе к королеве была направлена комиссия из четырёх человек. При первом их визите, вероятно по совету Кейта, Каролина Матильда отказалась что-либо говорить, ответив, что «не признает ничьего суда, кроме суда короля». В последующие визиты комиссии королева стала отрицать связь с Иоганном Фридрихом, чтобы спасти его. 9 марта Каролине Матильде было представлено признание, подписанное Струэнзе; королева также подписала признание и взяла большую часть вины на себя, надеясь, таким образом, смягчить участь своего любовника.
24 марта обвинительный акт против королевы был представлен суду, состоявшему из тридцати пяти представителей знати; 2 апреля ей был предоставлен адвокат, который заявил, что королева невиновна, а признание дала под давлением и исключительно для защиты Струэнзе. Решение суда было вынесено 6 апреля и через два дня доведено до сведения королевы: брак Каролины Матильды с Кристианом VII объявлялся недействительным, хотя для этого не было ни династических, ни моральных причин; кроме того, имя бывшей королевы более не упоминалось во время богослужений. Струэнзе и Брандт были приговорены к казни, исполненной 28 апреля. Как позднее вспоминала Каролина Матильда, будучи вновь заперта в Кронборге, она интуитивно знала о гибели возлюбленного.
В Великобритании новость об аресте Каролины Матильды была встречена с большим волнением. Уже после развода Каролины Матильды, по приказу Георга III Роберт Мюррей Кейт начал переговоры о её освобождении, однако успеха не добился. В это же время Георгу III были предоставлены неоспоримые доказательства вины его сестры, а также было сообщено, что Каролина Матильда больше не может оставаться при датском дворе. По решению пришедшей к власти после смерти Струэнзе партии бывшая королева должна была отправиться в изгнание в Ольборг в Северной Ютландии, однако британский двор оказался категорически против этого и даже пригрозил разрывом дипломатических отношений и военной интервенцией. К берегам Копенгагена выдвинулась британская эскадра, однако за несколько часов до её прибытия Георгу III доложили о том, что датское правительство гарантирует свободу королеве. Кейту также удалось добиться возвращения приданого, назначения пенсии Каролине Матильде и права сохранения за ней королевского титула.
К маю 1772 года британскому и датским правительствам удалось решить вопрос о месте жительства Каролины Матильды — по предложению Георга III, новой резиденцией его «преступной сестры» должен был стать замок Целле в Ганновере. 3 мая бывшая королева в сопровождении Кейта и делегации датских знатных особ на двух фрегатах и одном шлюпе отбыла из Хельсингёра; дети Каролины Матильды, в том числе и «маленькая Струэнзе», остались в Копенгагене и больше никогда не виделись с матерью. В Штаде, куда Каролина Матильда прибыла 5 июня, и где её покинул датский эскорт, бывшая королева была встречена пышной церемонией, и на следующий день она организовала приём. Из Штаде Каролина Матильда отправилась в Гёрде, где располагалось охотничье поместье курфюрста и где она задержалась на несколько месяцев, после чего наконец отправилась в Целле. 20 октября 1772 года Каролина Матильда совершила торжественный въезд в город, где для неё уже был организован подобающий двор; она редко покидала город и чаще всего совершала визиты в Ганновер, носившие официальный характер.
Жизнь Каролины Матильды в Целле была весьма спокойной. Здесь она наконец воссоединилась со своей любимой фрейлиной Луизой фон Плессен. Бывшую королеву часто навещали многочисленные родственники и друзья, среди которых была её сестра Августа, которая, как считали многие современники, была приставлена Георгом III к младшей сестре, чтобы присматривать за ней. Основными развлечениями Каролины Матильды в Целле был небольшой театр, который был построен специально для неё на территории замка, а также многочисленные книги на немецком и английском языках. Кейт, навестивший Каролину Матильду в ноябре 1772 года, позднее сообщал лорду Саффолку, что нашёл её в довольном настроении и не желающей иметь никаких связей с датским двором, кроме тех, что непосредственно касаются благополучия её детей.
Хотя Каролина Матильда уже не была королевой, она всё ещё играла важную роль в датской политике, поскольку являлась матерью наследника датского престола. В сентябре 1774 года её навестил путешественник и авантюрист Натаниель Роксэлл; в этот визит он собрал большое количество информации о жизни Каролины Матильды в Дании, которая позднее легла в основу его мемуаров. Он вернулся в октябре уже как тайный агент датских дворян, сосланных в Гамбург, и копенгагенских оппозиционеров, жаждавших перемен, которые должны были восстановить Каролину Матильду на троне. Бывшую королеву не контролировали из Копенгагена, поэтому она была готова действовать, но только с согласия своего царственного брата. Кроме того, она опасалась за жизни своих детей. Георг III был готов поддержать сестру и план заговорщиков, но при условии, что прежде, чем начать действовать, последние наберут достаточную силу на родине. Роксэлл ещё трижды навещал Каролину Матильду и обговаривал с ней детали плана; затем он отправился в Лондон, где собирался обсудить план с Георгом III. Вместе с ним Каролина Матильда отправила брату письмо, в котором просила о бо́льшей поддержке со стороны Великобритании «для счастья её сына». Дожидаясь аудиенции короля в Лондоне, Роксэлл узнал о смерти Каролины Матильды.
Каролина Матильда внезапно умерла от скарлатины в замке Целле 10 или 11 мая 1775 года. Будучи на смертном одре она написала письмо брату, в котором говорила о своей невиновности. Каролина Матильда была похоронена в склепе городской церкви Святой Марии в Целле рядом с прабабушкой Софией Доротеей Брауншвейг-Целльской, которая также, как и Каролина Матильда, была разведена и сослана в Целле.

## Орден Матильды
29 января 1771 года в честь дня рождения супруга Каролина Матильда учредила орден своего имени. Орден имел один класс, и предназначался для награждения членов королевской семьи и их ближайших приближённых. Знак ордена представлял собой монограмму «М», обрамлённую кругом из драгоценных камней, и ветвями, покрытыми зелёной эмалью. Лента ордена была розовой с тремя серебряными полосами. Мужчины носили орден на ленте на шее, дамы — с бантом на груди. Устав ордена состоял из семи статей, и был написан на французском языке. Вручение ордена состоялось один раз, в тот же день, на ужине в честь дня рождения короля: его получили двенадцать человек, среди которых были сама Каролина Матильда, Струэнзе, Кристиан, вдовствующая королева Юлиана Мария, единокровный брат короля Фредерик, а также близкие друзья Струэнзе. После переворота 1772 года, по итогам которого Струэнзе был казнён, а Каролина Матильда разведена и выслана из страны, фактическая власть перешла к партии вдовствующей королевы, и орден был упразднён.

## В культуре и искусстве

### В искусстве
Любовному треугольнику Кристиана VII, Каролины Матильды и Струэнзе посвящена картина датского художника Кристиана Цартмана «Сцена при дворе Кристиана VII» (1873). Картина в настоящее время входит в коллекцию музея Den Hirschsprungske Samling в Копенгагене, Дания. Существовали как минимум три авторских копии этой картины; также сохранились эскизы Цартмана к изображениям королевы и королевского врача.
Картина показывает королеву и Струэнзе, коротающих время за игрой в шахматы, в то время как король дразнит попугая, являющегося традиционным символом сладострастия и легкомыслия. Каролина Матильда размышляет над ходом в партии, Струэнзе пристально смотрит на королеву; заметно скрытое психологическое напряжение в отношениях между персонажами, которое должно привести к кровавой развязке. В женщине, стоящей за столом с шахматной доской и недовольно взирающей на королеву и её любовника, можно предположить мачеху короля Юлиану Марию Брауншвейг-Вольфенбюттельскую. Датский королевский двор, узнав о работе над сюжетом, предупредил художника, что он должен быть чрезвычайно осторожным в трактовке событий, поскольку картина могла задевать чувства королевской семьи и дискредитировать её в глазах подданных. Недовольство самого двора возбудило изображение развязно развалившегося на диване короля. Всё это вызвало серьёзное беспокойство художника. Когда он позже узнал, что некто, не желающий раскрывать своего имени, рассматривает возможность покупки картины за весьма солидную сумму денег, то решил, что это будет сделано только для того, чтобы скрыть картину от публики. Он поблагодарил за интерес к картине, но заявил твёрдое «нет» покупателю.
Также Каролине Матильде посвящены музыкальный сборник Sei Ariette Italiane composte e dedicate a S.A.R. Carolina Principessa Reale de Danimarca e Norvegiaa, автором которого предположительно является композитор Джованни Баттиста Пьянтанида, и балет Питера Максвелла Дейвиса.

### В массовой культуре
Каролина Матильда является одним из ключевых персонажей нескольких фильмов: «Диктатор» (1935 год; роль исполнила Мэдлин Кэрролл), «Правитель без короны» (1957 год; роль исполнила Одиль Версуа) и «Королевский роман» (2012 год; роль исполнила Алисия Викандер).
Каролина Матильда стала главной героиней нескольких романов: «Фаворит королевы» Роберта Ноймана (1935), «Врач королевы» Эдгара Мааса (1948), «Каролина Матильда» Джи Ви Блекстоуна (1955), «Забытая королева» Норы Лофтс (1969), «Визит лейб-медика» Пера Улова Энквиста (1999), «Принцесса крови» Бодиль Стинсен-Лет (2000).

## Герб
Герб Каролины Матильды состоит из герба её супруга короля Кристиана VII и королевского герба Великобритании (Ганноверской династии). Герб покрыт мантией червлёного бархата на горностаевом меху, увенчанной датской королевской короной. Над щитом располагается золотой шлем с нашлемником в виде датской королевской короны с серебряно-червлёным намётом.
Справа — датский королевский герб. Щит четверочастный, разделён серебряным крестом на червлёном фоне (Даннеброг); в первой части в золотом поле три коронованных лазоревых леопардовых льва [идущих льва настороже], вооружённых червленью и окружённые червлёными сердцами (Дания); во второй части в червлёном поле золотой, коронованный и вооружённый золотом лев, держащий в передних лапах серебряную алебарду с золотым древком (Норвегия); в третьей части надвое: вверху — в лазоревом поле три золотые короны (Кальмарская уния), внизу — в золотом поле два лазоревых леопарда [идущих льва настороже], вооружённых червленью один над другим (Шлезвиг); в четвёртой части надвое: вверху — в золотом поле лазоревый леопард [идущий лев настороже], вооружённых червленью и крадущийся по девяти червлёным сердцам (Царство готов), внизу — в червлёном поле золотой, коронованный золотом дракон (Царство вандалов). Щит обременён трёхчастным щитком, поверх которого располагается рассечённый щиток (слева — в золотом поле два червлёных пояса [Ольденбурги], справа — в лазоревом поле золотой крест [Дельменхорст]); в первой части в червлёном поле пересечённый щиток (серебро — вверху, червлень — внизу) в окружении частей листа крапивы (Гольштейн); во второй части в червлёном поле серебряный лебедь, увенчанный наподобие ошейника золотой короной (Штормарн); в третьей части в червлёном поле серебряный всадник в латах на серебряном же коне с поднятым в правой руке над головой мечом того же металла, в левой руке лазоревый щит с золотым двойным крестом, седло и узда лазоревые, рукоятка меча, стремена, соединения упряжи и другие детали — золотые (Погоня).
Слева — британский королевский герб Ганноверской династии. Щит четверочастный. В первой части совмещение бок о бок: справа в червлёном поле — три золотых вооружённых лазурью леопарда [идущих льва настороже], один над другим [Англия]; слева в золотом поле червлёный, вооружённый лазурью восстающий лев, окружённый двойной процветшей и противопроцветшей внутренней каймой [Шотландия]; во второй части — в лазоревом поле три золотых лилии [королевский герб Франции]; в третьей части — в лазоревом поле золотая с серебряными струнами арфа [Ирландия]; в четвёртой части герб курфюрстов Ганновера (в трёхчастном щите червлёный щиток с золотой короной Шарлеманя [отличительный знак казначея Священной Римской империи, должности занимаемой предками короля Георга II]: в первой части — два золотых вооружённых лазурью леопарда [идущих льва настороже], один над другим [Брауншвейг]; во второй части — в золотом поле, засеянном червлёными сердцами, лазоревый, вооружённый червленью лев [Люнебург]; в третьей части — в червлёном поле серебряный бегущий конь [Вестфалия])).

## Комментарии
1. ↑  Современные врачи считают, что Кристиан страдал шизофренией[6].
2. ↑  Предыдущая любовница скончалась в августе 1769 года[11].
3. ↑  Августа умерла  8 февраля 1772 года в Лондоне; Каролина Матильда была арестована в ночь с 16 на 17 января того же года и находилась в заключении вплоть до высылки в Целле 28 мая.➤
4. ↑  Также фильм известен под названием «Король в тени».